# Hannoversche Tagespost
Die Hannoversche Tagespost wurde 1857 durch Carl Meyer begründet. Sie wurde 10 Jahre später 1867 mit der von den Gebrüdern Jänecke herausgegebenen Zeitung für Norddeutschland vereinigt.
Laut einer Übersicht Hannoversche Tageszeitungen der Gottfried Wilhelm Leibniz Bibliothek ist dort bisher die Ausgabe „I. 1858“ bis zur Ausgabe „2.1859“ nachgewiesen.
Das Stadtlexikon Hannover führt zu der Zeitung kein eigenes Stichwort.